# Лазарівка (Волноваський район)
Ла́зарівка — село Хлібодарівської сільської громади Волноваського району Донецької області України.

## Географія
Селом тече річка Велико-Тарама.

## Загальні відомості
Лазарівка підпорядкована Стрітенській сільській раді. Відстань до райцентру становить близько 17 км і проходить переважно автошляхом Н20.

## Населення

### Мова
Розподіл населення за рідною мовою за даними перепису 2001 року:
| Мова       | Кількість | Відсоток |
| ---------- | --------- | -------- |
| російська  | 60        | 92.31%   |
| українська | 5         | 7.69%    |
| Усього     | 65        | 100%     |

За даними перепису 2001 року населення села становило 65 осіб, із них 7,69 % зазначили рідною мову українську та 92,31 % — російську.